# محمد سالم سعيد الجوهي
محمد سالم سعيد الجوهي (1961 ريدة الجوهيين، حضرموت، اليمن- 10 يناير 2019، الرياض، السعودية) برلماني يمني، عضو في مجلس النواب، عن الدورة البرلمانية 2003-2009 والكتلة البرلمانية للمستقلين عن الدائرة الانتخابية رقم (147) بمحافظة أبين.

## فترة المجلس
باتفاق عرف بأسم «إتفاق فبراير» تمددت فترة المجلس لمدة عامين، وبقيام ثورة الشباب اليمنية لم تُجرَ الانتخابات، وبحسب إتفاق المبادرة الخليجية تمددت لمدة عامين آخرين حتى 2013.

## وفاته
توفي في مدينة الرياض بالسعودية في 10 يناير 2019.